# Gut bürgerlich (Polka)
Gut bürgerlich ist eine Polka-française von Johann Strauss Sohn (op. 282). Das Werk wurde am 26. Januar 1864 im Redouten-Saal der Wiener Hofburg erstmals aufgeführt.